# Мелосский диалог
Мелосский диалог — отрывок, содержащийся в «Истории Пелопоннесской войны» Фукидида, который описывает проблему противостояния между народом острова Мелос (находился в южной части Эгейского моря) и афинянами в 416—415 гг.до н. э.

## Фукидид
Год рождения его в точности неизвестен, примерно около 470—450 гг. до н. э. Скорее всего, он родился в Афинах и был современником Еврипида, Сократа и софистов.
Первые годы Пелопоннесской войны историк провёл в Афинах; во время эпидемии, разразившейся на второй год войны, он сам заболел этой страшной болезнью, которую потом описал. После своего восстановления он был назначен командующим небольшого отряда кораблей, но не успел предотвратить переход Амфиполя на сторону Брасида (приняв лишь меры к защите Эйона). После этого Фукидид попал в немилость к афинянам и был сослан в 424 г. до н. э. в своё поместье, что дало ему достаточно времени, чтобы описывать события Пелопоннесской войны. Высокий социальный статус Фукидида и благосостояние его семьи были необходимы для работы по написанию «Истории».
Фукидид пишет, что две стороны провели встречу, на которой они представили свои аргументы за и против вторжения. Она была проведена между высшими слоями Мелоса и посланниками Афин, поскольку мелосская знать боялась того, что простой народ может поддерживать афинскую позицию. Многие философы и историки считают, что диалог, описанный в «Истории Пелопоннесской войны», является лишь личным мнением Фукидида о причинах нападения на Мелос и не передаёт конкретных фактов самой встречи.

## История
Исходя из упоминаний самого Фукидида, до 416 г. до н. э. взаимоотношения между Афинами и Мелосом развивались следующим образом. Во II книге говорится, что в начале Пелопоннесской войны в 431 г. Мелос, не считая Фер, был единственным Кикладским островом, не присоединившимся к Афинам.
В 426 г.до н. э. афиняне отправили на Мелос 60 кораблей и 2000 гоплитов под командованием Никия, однако, поскольку даже после опустошения их земель жители не соглашались подчиниться, Никию пришлось отплыть ни с чем. После этого инцидента вплоть до 416 г. полису удавалось сохранять нейтралитет.
В 416 г. Афины снова направили на Мелос посольство с требованием отказаться от нейтралитета и выступить в Пелопоннесской войне на стороне Афинского морского союза.
Тематически диалог можно разделить на две части: первая посвящена целесообразности вынуждать Мелос присоединиться к Афинскому союзу, во второй речь идёт о том, какова вероятность успешного сопротивления со стороны мелосцев.

## Аргументы
Афиняне предлагают мелосцам ультиматум: или сдаться, или быть уничтоженными.
Мелосцы утверждают, что они являются нейтральным островом и не враг Афинам, так что Афины не должны их бояться и уничтожать. Также они говорят о том, что вторжение в Мелос будет тревожить другие нейтральные греческие государства, которые сразу же пойдут против Афин, опасаясь вторжения к себе: «Неужели вы хотите все нейтральные города сделать своими врагами? Ведь, увидев нашу участь, они поймут, что когда-нибудь придет и их черёд. Разве этим вы ещё больше не усилите ваших нынешних врагов и не заставите против воли стать вашими врагами тех, кто и не помышлял об этом?».
Афиняне возражают, что греческие государства на материке вряд ли будут так думать, поскольку почти все они уже покорены и те не возьмут в руки оружие против них: «Нам вовсе не так опасны какие-то материковые города, которые ещё долго будут медлить с мероприятиями для защиты своей свободы. Мы опасаемся скорее независимых островитян вроде вас и всех, которые уже раздражены необходимостью подчиниться нам. Ведь эти ещё не покоренные города, дав волю своему безрассудству, скорее всего подвергнут и самих себя, и нас явной опасности».
Мелосцы утверждают, что им было бы позорно сдаться без боя. Здесь также можно привести цитату из Фукидида: «Действительно, если и вы идете на столь великую опасность, чтобы сохранить своё господство, и уже порабощенные города — чтобы освободиться от него, то для нас, ещё свободных, было бы величайшей низостью и трусостью не испробовать все средства спасения, прежде чем стать рабами».
Афиняне возражают и здесь: ведь дискуссия идет не о чести, а о самосохранении.
Мелосцы также заявляют, что отказываются от порабощения, потому что считают, что боги смогут их защитить: «Однако мы все же верим, что божество нас не умалит, ибо мы благочестиво противостоим вам, поступающим неправедно». Афиняне возражают: «Благость богов, надеемся, не оставит и нас, ибо мы не оправдываем и не делаем ничего противоречащего человеческой вере в божество или в то, что люди между собой признают справедливым. Ведь о богах мы предполагаем, о людях же из опыта знаем, что они по природной необходимости властвуют там, где имеют для этого силу».
Мелосцы настаивают, что их спартанская семья придет на их защиту: «Недостаток военных сил нам возместит союз с лакедемонянами, которые, хотя бы ради племенного родства и из чувства чести, должны оказать нам помощь. Поэтому-то наша решимость сопротивляться не так уже неразумна».
Афиняне утверждают, что «Лакедемоняне сами по себе в большинстве своих внутренних установлений проявляют много доблести. О внешней же их политике многое можно было бы сказать, но лучше, пожалуй, обобщая, охарактеризовать её так: среди всех известных нам людей они с наибольшей откровенностью отождествляют приятное для них — с честным, а выгодное — со справедливым. А при таком образе их мыслей видеть в них вашу надежду на спасение в нынешних условиях неосновательно».
Итогом диалога стал решительный ответ мелосцев:
«Афиняне! Наше мнение и воля неизменны, и мы не желаем в один миг отказываться от свободы в городе, существующем уже 700 лет. Полагаясь на судьбу, до сих пор по божественной воле хранившую нас, и на помощь людей и в их числе лакедемонян, мы попытаемся сохранить нашу свободу. Мы предлагаем вам мир и дружбу, но в войне желаем остаться нейтральными и просим вас покинуть нашу страну, заключив приемлемый для обеих сторон договор».

## Анализ
Мелосский диалог занимает особое место в «Истории Пелопоннесской войны» — это единственный пассаж, написанный в жанре собственно диалога. Все остальные моменты, когда Фукидид передает слова персонажей, оформлены либо в виде длинных подготовленных речей, либо как обмен такими речами. Кроме того, здесь задача говорящих — убедить друг друга, а не третью сторону.
По мнению исследователя С. Хорнблоуэра, позицию самого Фукидида непосредственно из текста мелосского диалога вывести нельзя, читатель свободен в выборе своего отношения к описываемым события. А, например, для Жаклин де Ромийи жители Мелоса предстают как жертвы, отважно сопротивляющиеся беспощадному агрессору.
Если последовать за А. Б. Босвортом, то афинянам было не чуждо милосердие, а их попытка убедить мелосских олигархов будет выглядеть как гуманитарная миссия, направленная на спасения имущества города и жизней граждан от неминуемой осады.
Известный антиковед Г. Грэнди считает, что весь мелосский диалог является негласной критикой доктрины «сила есть право» как «примера человеческого безрассудства».

## Результаты
В конечном итоге мелосцы отказались сдаться афинянам. Их полис согласно ультиматуму афинян был немедленно осаждён и, несмотря на упорное сопротивление жителей, взят в 415 г. до н. э. По решению афинян все мелосские мужчины, способные держать оружие, были казнены, женщины и дети проданы в рабство, а на мелосскую землю поселены афинские клерухи.
В 404 г. до н.э. Афины были вынуждены сдаться перед Спартой, установившей в Афинах правительство "тридцати тиранов".

## Список литературы
- Кессиди Ф. Х. «Мелосский диалог» или политика с позиции силы // Философия и общество. Волгоград, 2007. № 2. С. 119—127.